# Jonathan Tridente
Jonathan Pablo Tridente (Lomas de Zamora de Buenos Aires, Argentina, 23 de marzo de 1983) es un exfutbolista argentino que se desempeñaba como delantero. Su último club fue Argentino de Quilmes, en el año 2017.

## Clubes
| Club                   | País      | Año         |
| ---------------------- | --------- | ----------- |
| Los Andes              | Argentina | 1999-2008   |
| Querétaro FC           | México    | 2009        |
| Atenas                 | Uruguay   | 2009        |
| Los Andes              | Argentina | 2010-2011   |
| Leones Negros          | México    | 2011        |
| Los Andes              | Argentina | 2012        |
| Brown de Adrogué       | Argentina | 2013-2014   |
| Defensores de Belgrano | Argentina | 2014-2015   |
| Brown de Adrogué       | Argentina | 2015-2016   |
| Berazategui            | Argentina | 2016 - 2017 |
| Argentino de Quilmes   | Argentina | 2017        |